# 皮耶·勒梅特
皮耶尔·勒梅特（法語：Pierre Lemaitre，1951年4月19日—）是法國作家和編劇。他的小说中，第一部被翻譯成英語的是《籠子裡的愛麗絲》 ，贏得了CWA國際匕首獎2013年最佳犯罪小說。2013年11月，他以第一次世界大戰的史詩小說《天上再見》（Au revoir là-haut）赢得龔古爾文學獎
。

## 榮譽
- 龔古爾文學獎

## 連結
- 官方网站
- Review, Irene （页面存档备份，存于）